# ホンダ・VRXロードスター
VRX Roadster（ブイアールエックス・ロードスター）は、かつて本田技研工業が製造販売していたネイキッドタイプのオートバイである。

## 車両解説
1995年7月21日発表、同年8月5日発売。Vツインエンジンをダブルクレードルフレームに収めたデザインは、トラディショナルなネイキッドバイクにもクルーザーバイクのようにも見える独特のものである。販促用ビデオでは「ロードスポーツ・ルネッサンス」と銘打たれ、「乗って心地良く」「操って楽しく」「見て美しく」というモーターサイクルの原点に立ち返り、長く付き合える定番モデルとして開発された。当初の国内向け年間販売計画台数は8,000台である。合計販売台数は公開されていない。
搭載されるエンジンはスティードの水冷3バルブ52度Vツインエンジンを元に、より鼓動感を追求するためクランクウェブ・バランスを変更したものである。また高速域での快適性のため、高回転域では振動が軽減するよう設計されている。吸排気系統を見直し、スティード400の30馬力から33馬力へと出力を向上させている。テーパー形状の右側二本出しマフラーは内部で連結されており、容量の増加などによってスティードよりも高回転域での伸びを実現している。
ハンドルバーはクルーザーに多く見られるインチバーが採用されている。マフラーとエキゾーストパイプ、砲弾型メーターケース、アルミリムなど、クロームメッキやバフ掛けを多用し高級感を高める演出がされている。
シート下には5Lのユーティリティーボックスを備える。サイドスタンドのみであり、センタースタンドは装備されない。
カラーは「ブラック」、「パールグレートブルー」、「キャンディトランスパレントレッド」の3色をラインナップした。
1996年6月には、タンクのエンブレムを金色に変更し、エアクリーナーケースやフロントフォークなどの一部のパーツを除いて全て黒仕上げとした「スペシャルブラック」を発売。
1999年、生産終了。